# Thomas Kurfeß
Thomas Kurfeß (* 11. April 1962 in Blaustein) ist ein deutscher Tischtennisspieler. Er ist mehrfacher Weltmeister und Goldmedaillengewinner bei Paralympics.

## Spielweise
Kurfeß ist contergan-geschädigt, betroffen sind seine Arme. So ist er nicht in der Lage, mit der Rückhand zu schlagen. Dies zwingt ihn zu hoher Laufarbeit. Er ist Rechtshänder.
Als Schüler begann Kurfuß mit dem Tischtennissport. Er spielte im Verein SV Mähringen in einer Nichtbehinderten-Mannschaft (Kreisliga) sowie im Verein TSG Söflingen bei Behindertenveranstaltungen. Bald stellten sich Erfolge auf nationaler und internationaler Ebene ein.
2003 schloss er sich dem Verein TSV 1899 Blaustein an.

## Nationale Erfolge
Bei den nationalen deutschen Meisterschaften für Behinderte gewann er zahlreiche Medaillen, darunter acht Meisterschaften im Doppel zusammen mit Rainer Schmidt (1987, 1989, 1991–1996).

## Internationale Erfolge
International war Kurfeß bei Europa- und Weltmeisterschaften sowie bei Paralympics erfolgreich. Dabei startete er in der Behindertenklasse 7 = Les Autres („Die Anderen, alle Übrigen“).
- Europameisterschaften
  - 1983: Bronze im Einzel, Gold im Team
  - 1985: Silber im Einzel
  - 1987: Gold im Einzel, Gold im Team
  - 1989: Gold im Einzel
  - 1991 in Salou (Spanien): Bronze im Einzel, Gold im Team
  - 1995 in Hillerod (Dänemark): Silber im Einzel, Gold im Team
  - 1997 in Stockholm (Schweden): Silber im Einzel, Gold im Team
  - 1999 in Piestany (Slowakei): Silber im Einzel, Bronze im Team
  - 2001 in Frankfurt (Deutschland): Gold im Team

- Weltmeisterschaften
  - 1986 in Dijon (Frankreich): Silber im Einzel
  - 1990 in Assen (Niederlande): Bronze im Einzel, Gold im Team
  - 1998 in Paris (Frankreich): Bronze im Einzel, Gold im Team

- Paralympische Spiele
  - 1984: Gold im Team
  - 1988 in Seoul (Südkorea): Gold im Einzel
  - 1992 in Barcelona (Spanien): Silber im Einzel, Bronze im Team
  - 1996 in Atlanta (USA): Bronze im Einzel, Gold im Team
  - 2000 in Sydney (Australien): Gold im Team

Für seine sportlichen Erfolge wurde er am 23. Juni 1993 mit dem Silbernen Lorbeerblatt ausgezeichnet.

## Funktionär
Kurfeß übernahm auch Verantwortung im Funktionärsbereich. So leitete er die Tischtennisabteilung des SV Mähringen. Bis November 2001 war er ehrenamtlicher Vorsitzender der Unterabteilung Tischtennis Amputierte/Les Autre.

## Privat
Kurfeß lebt in Ulm. Hier arbeitet er seit 1979 in der Stadtverwaltung.